# Hrabstwo Mercer (Dakota Północna)

Piramida wieku hrabstwa

Hrabstwo Mercer (ang. Mercer County) to hrabstwo w stanie Dakota Północna w Stanach Zjednoczonych. Hrabstwo zajmuje powierzchnię 2 881,15 km². Według szacunków United States Census Bureau w roku 2006 liczyło 8 234 mieszkańców. Siedzibą administracji hrabstwa jest miasto Stanton.

## Miejscowości
- Beulah
- Golden Valley
- Hazen
- Pick City
- Stanton
- Zap